# Forstanderskab
Forstanderskaber (Singular Forstanderskab, bestimmt Forstanderskaberne (Pl.) bzw. Forstanderskabet (Sg.)) waren vor allem in der zweiten Hälfte des 19. Jahrhunderts Räte in Grönland, die mit Sozialhilfe und Rechtsprechung betraut waren. In ihnen durften erstmals seit der Kolonialisierung Grönländer mitbestimmen.

## Einführung
Grönland stand seit der Kolonialisierung 1721 unter dänischer Administration. Für die grönländische Bevölkerung gab es für 135 Jahre keinerlei Mitspracherecht. Durch den europäischen Einfluss war in dieser Zeit vor allem das traditionelle Gesellschaftssystem mit sozialer Hilfe für die Schwachen der Bevölkerung zusammengebrochen und die Lebensbedingungen verschlechterten sich, während die Kolonialisten die Grönländer für ihr Sozialsystem selbst verantwortlich sahen.
Um der sozialen Not der Grönländer entgegenzuwirken, reichten 1856 der südgrönländische Inspektor Hinrich Johannes Rink, der Seminariumslehrer und Sprachwissenschaftler Samuel Kleinschmidt, der Seminariumsleiter Carl Janssen und der Distriktsarzt Jacob Frederik Theodor Lindorff einen „untertanigsten Vorschlag an das Innenministerium zur Errichtung einer Art Forstanderskaber in den Kolonien in Grönland zur Verwaltung der gemeinsamen Anliegen der Eingeborenen und namentlich deren Unterstützung mit Materialien zur Verbesserung der Häuser, mit Gerätschaften für die Jagd, mit Nahrungsmitteln während Krankheiten und Bedürftigkeitszeiten usw.“ ein. 1857/58 wurden die Forstanderskaberne in Südgrönland und 1863 in Nordgrönland eingeführt.

## Aufbau und Aufgaben

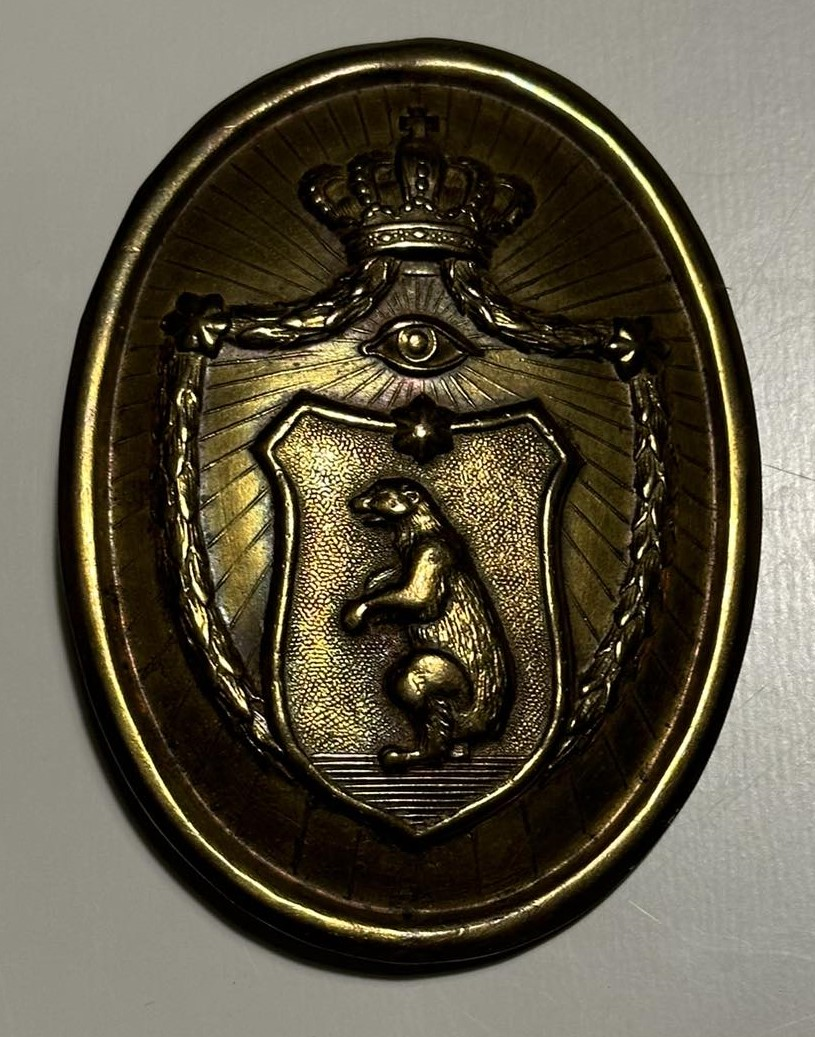
Die Mitglieder trugen eine solche Plakette, um zu zeigen, dass sie polizeiliche Aufgaben gegenüber ihren Mitmenschen ausüben durften.

In jeder der damaligen zwölf Koloniedistrikte wurde folglich ein Forstanderskab errichtet. In jedem Forstanderskab mussten je ein Platz besetzt werden durch den Kolonialverwalter, den Pastor, die Handelsassistenten und den Oberkatecheten sowie durch einen angesehenen grönländischen Jäger aus jedem Udsted. Alle grönländischen Mitglieder wurden durch die Bevölkerung gewählt. Man sah die Dänen in den Räten als Schlüsselfiguren für Hilfe zur Selbsthilfe, da man meinte, dass die Grönländer am besten selbst wüssten, was sie brauchen, und dies auch tun wollten, aber nicht wüssten, wie sie das tun könnten und Ansporn von außen bräuchten. Durch den Einbezug von Vertretern aus dem ganzen Distrikt konnte aus jedem kleineren Ort ein Überblick über die soziale Lage gewonnen werden und bei Bedarf geholfen werden. Andernfalls konnte es passieren, dass man Hungersnöte und Epidemien nicht mitbekam.
Die Aufgaben der Forstanderskaberne waren ursprünglich die Gewährleistung von Sozialhilfe sowie die Ausübung der Rechtsprechung. Ab 1872 durften die Forstanderskaberne auch den wirtschaftlichen Überschuss auf die Bewohner aufteilen, wobei die fähigsten und ärmsten den größten Teil erhielten, um den Bedürftigen zu helfen und die Tüchtigen zu belohnen.

## Auflösung und Bedeutung
1910/11 wurden die Forstanderskaberne, die man in der Bedeutungslosigkeit verschwinden sah, zusammen mit der Einführung von Grønlands Landsråd als übergeordnetem politischen Organ durch die 62 Gemeinderäte (Kommunerådene) abgelöst.
In der Gesamtheit betrachtet werden die Forstanderskaberne heute als erster Schritt auf dem Weg zur grönländischen Selbstbestimmung gesehen, der über hundert Jahre später die Einführung der Autonomie folgen sollte.

## Protokolle
Die Protokolle der nordgrönländischen Forstanderskaber sind im Grönländischen Nationalarchiv erhalten und digitalisiert. Die südgrönländischen Protokolle sind wie die ältesten südgrönländischen Kirchenbücher beim Untergang der Hans Hedtoft 1959 verloren gegangen.